# John Yorke (7e comte de Hardwicke)
John Manners Yorke (30 octobre 1840 - 13 mars 1909) est un commandant de la marine britannique et pair.

## Biographie
Yorke est le deuxième fils de l'amiral Charles Yorke, 4e comte de Hardwicke, et de Susan, fille de Thomas Liddell, 1er baron Ravensworth. Charles Yorke, 5e comte de Hardwicke, et Elliot Yorke sont ses frères et Albert Yorke, 6e comte de Hardwicke son neveu. Comme son père, il sert dans la Royal Navy et obtient le grade de capitaine en 1854. De 1870 à 1874, il est inspecteur des garde-côtes à Folkestone dans le Kent. Il est également lieutenant adjoint et juge de paix du Cambridgeshire. En 1904, âgé de 64 ans, il accède au comté de Hardwicke à la mort prématurée de son neveu, Albert.
Lord Hardwicke épouse Edith Mary, fille d'Alexander Haldane Oswald, en 1869. Ils ont quatre fils et une fille. Il meurt en mars 1909, à l'âge de 68 ans, et est remplacé par son fils aîné, Charles. La comtesse de Hardwicke est décédée en juillet 1930.